# Bracon brunescens
Bracon brunescens är en stekelart som beskrevs av Josef Fahringer 1928. Bracon brunescens ingår i släktet Bracon och familjen bracksteklar. Inga underarter finns listade.